# Gastronomía de la provincia de Valencia

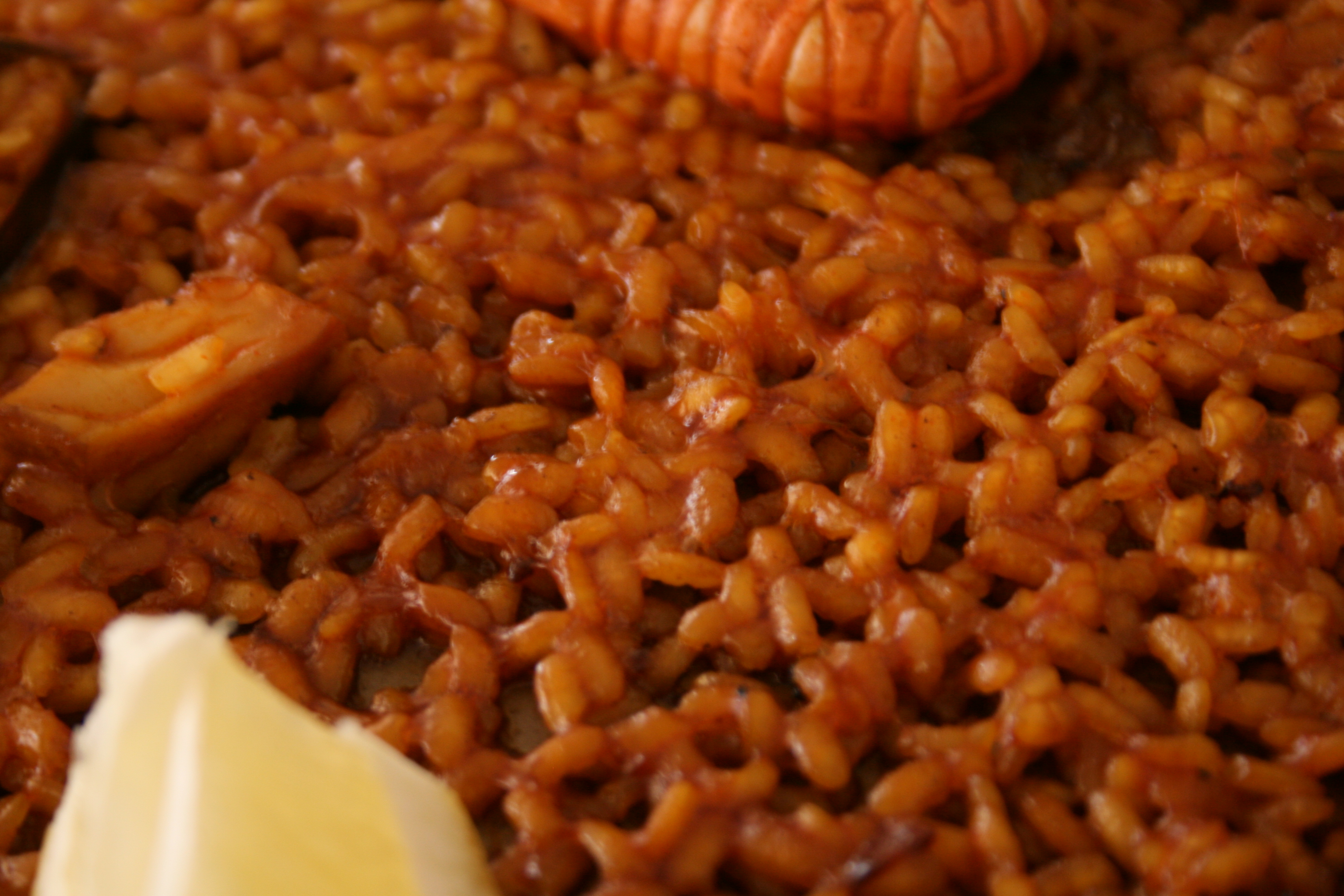
El arroz y los arroces valencianos, uno de sus platos más identificativos: la paella valenciana. En algunas ocasiones con su disputado socarrat.

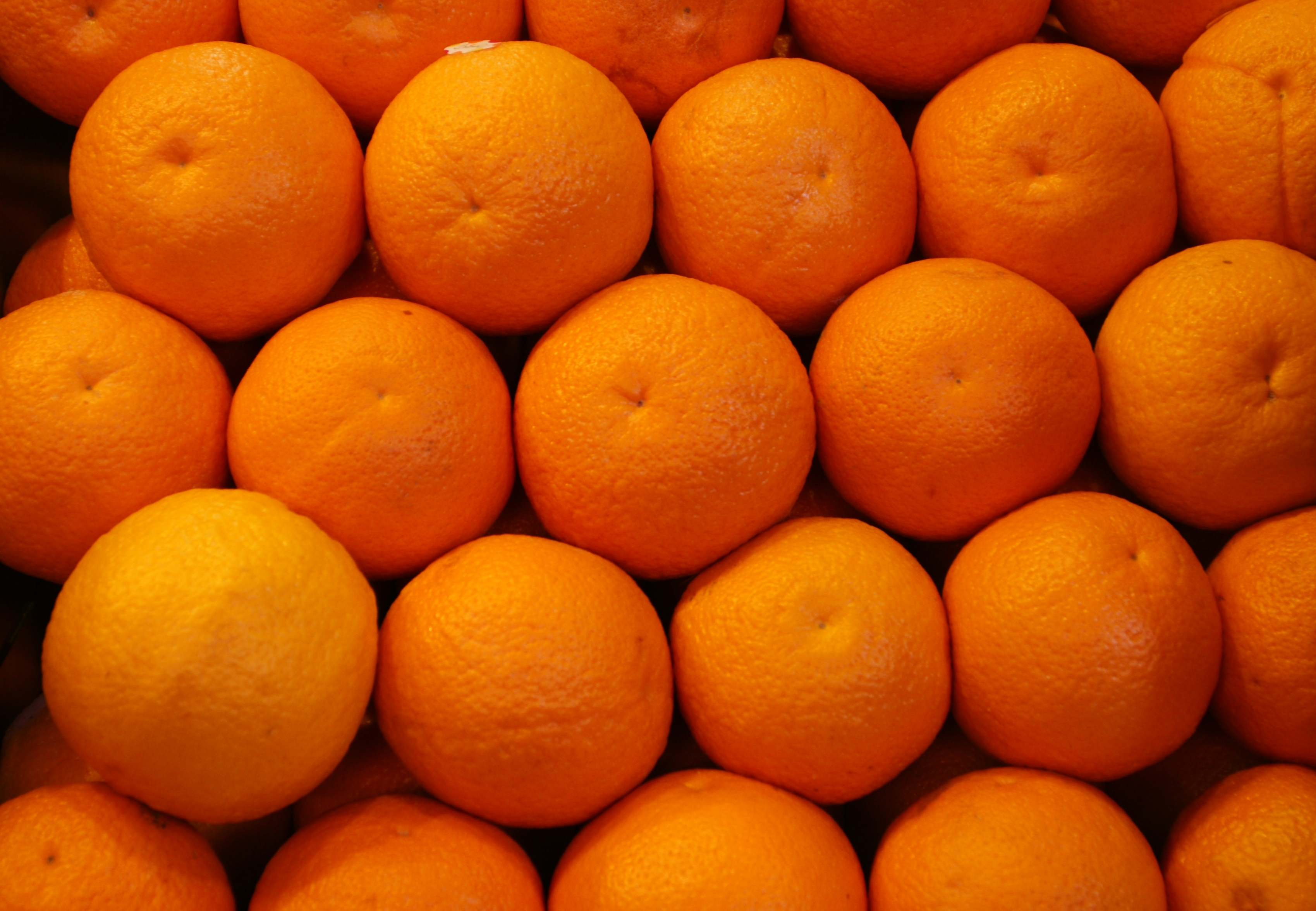
Las naranjas de la huerta valenciana.

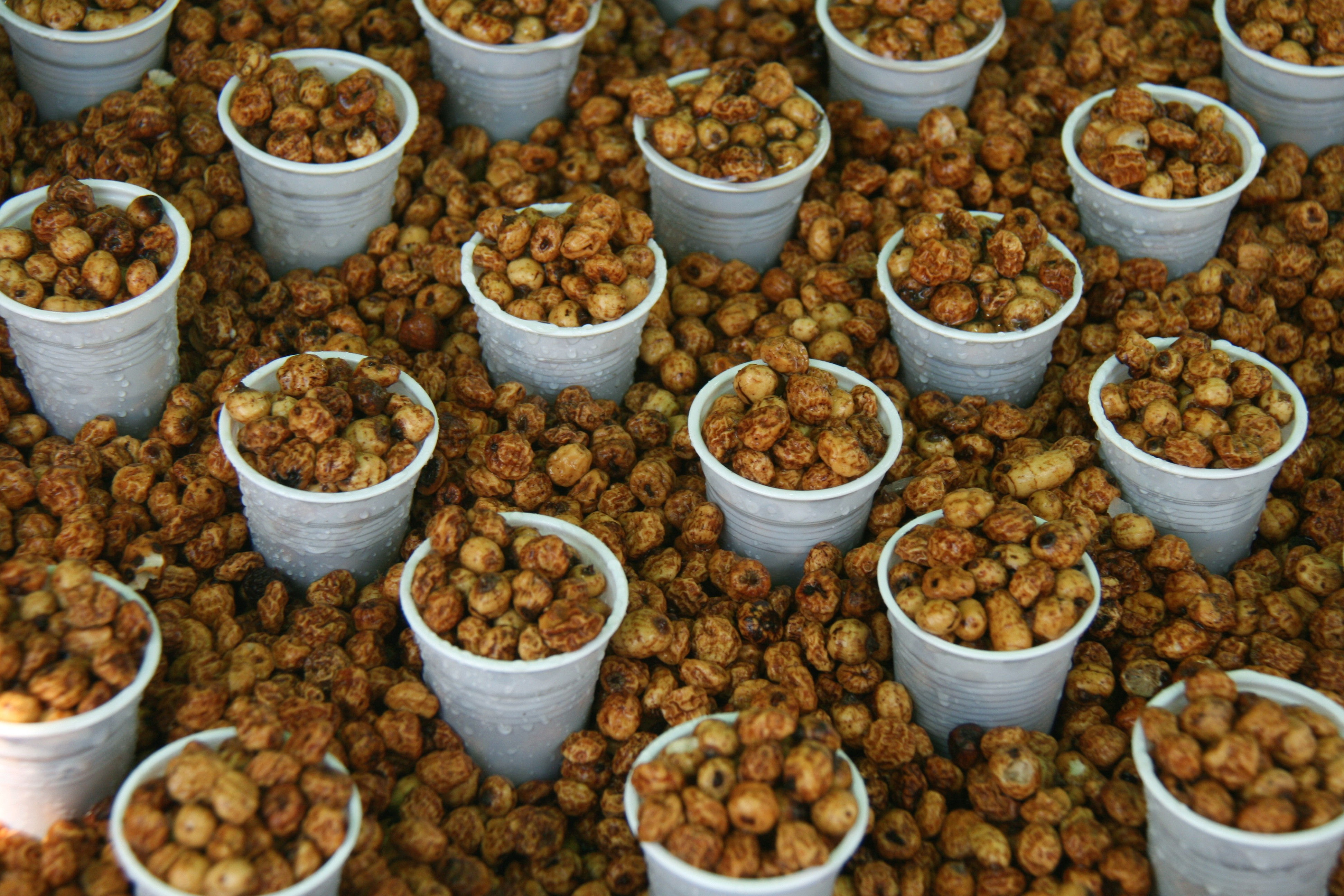
Las chufas, tubérculo con el que se elabora la refrescante horchata.

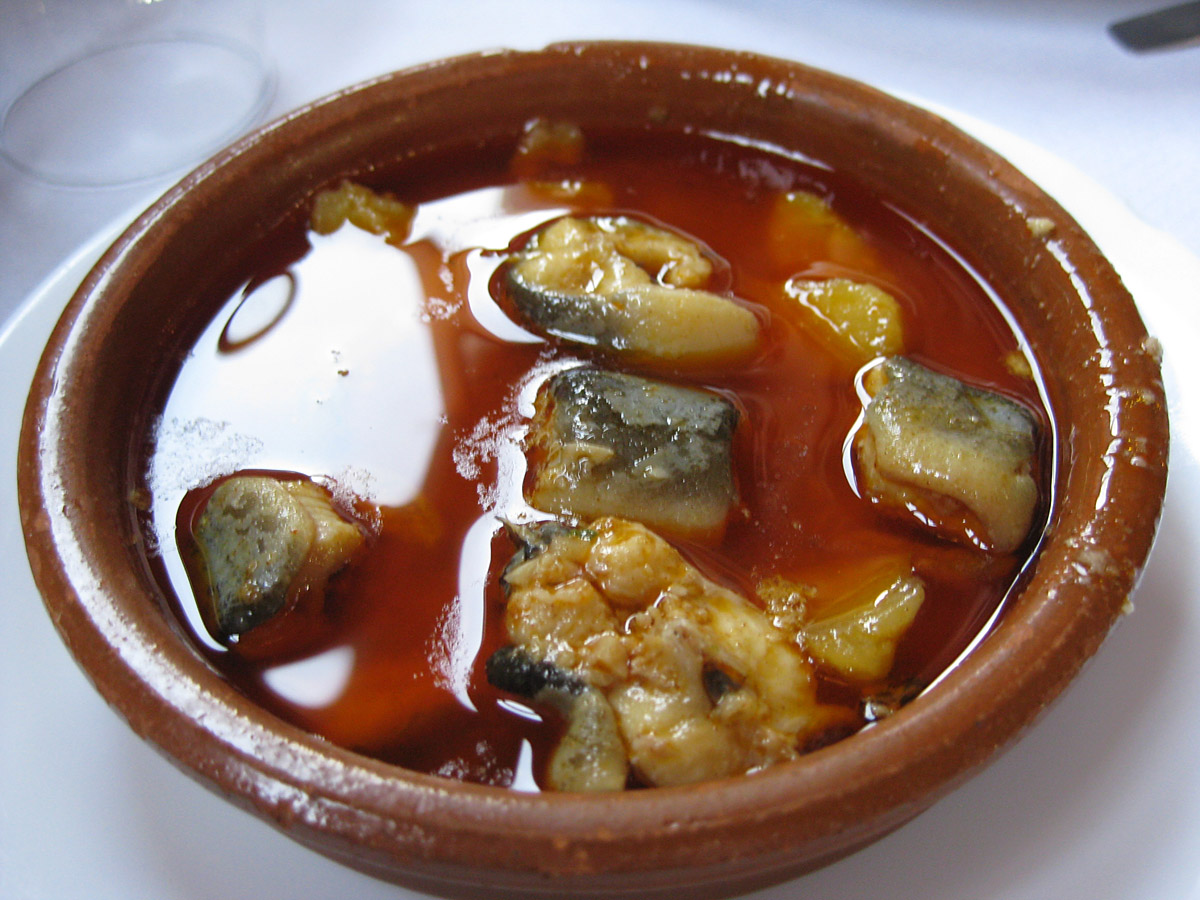
El all-i-pebre de la Abufera servido en una tradicional cazuela de barro.

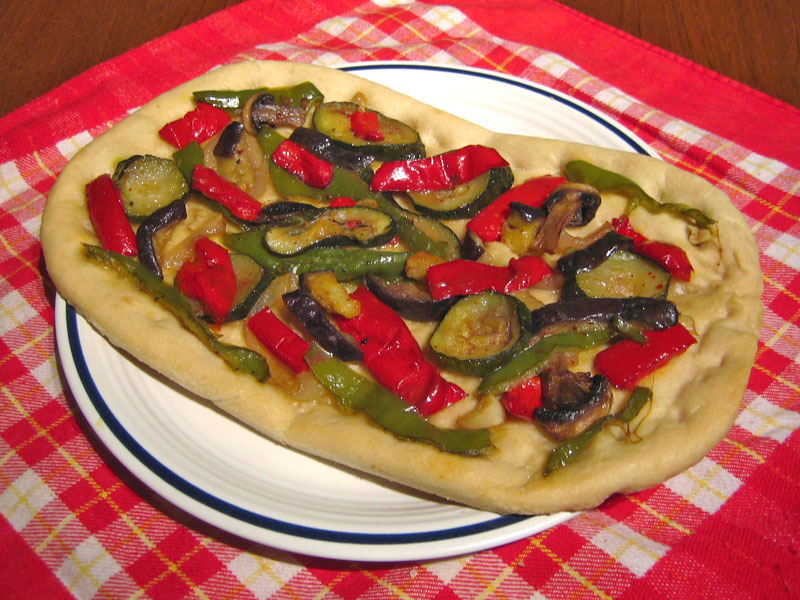
Las cocas valencianas recuerdan a las pizzas napolitanas.

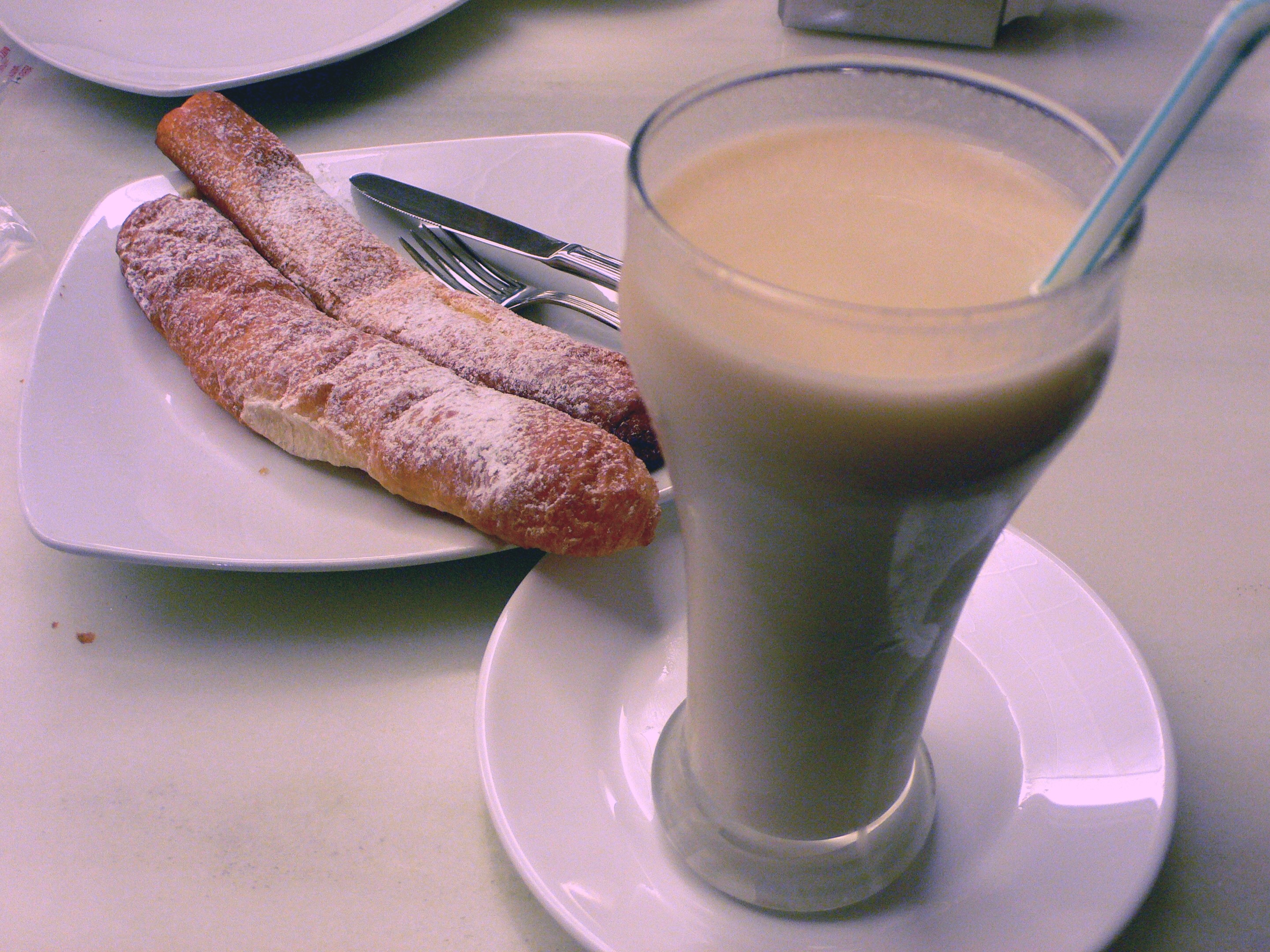
La horchata de chufa y los fartones de acompañamiento.

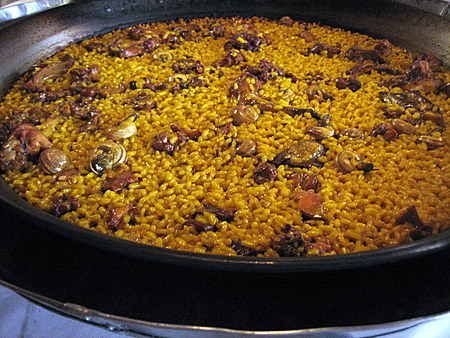
Los arroces valencianos contienen diversos ingredientes de la huerta como pueden ser tetas fritas de la huerta de Sagunto

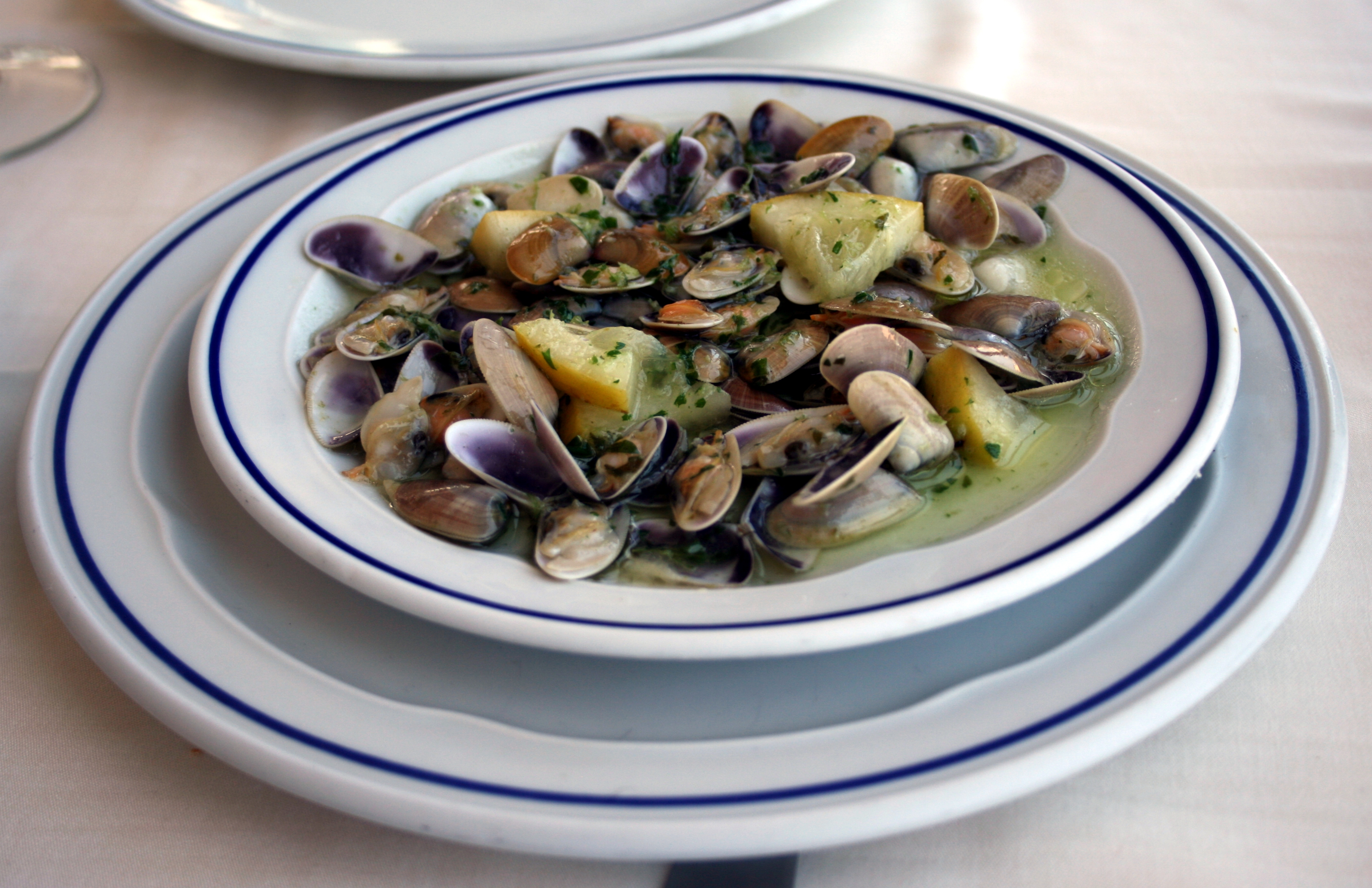
Un plato de tellinas.

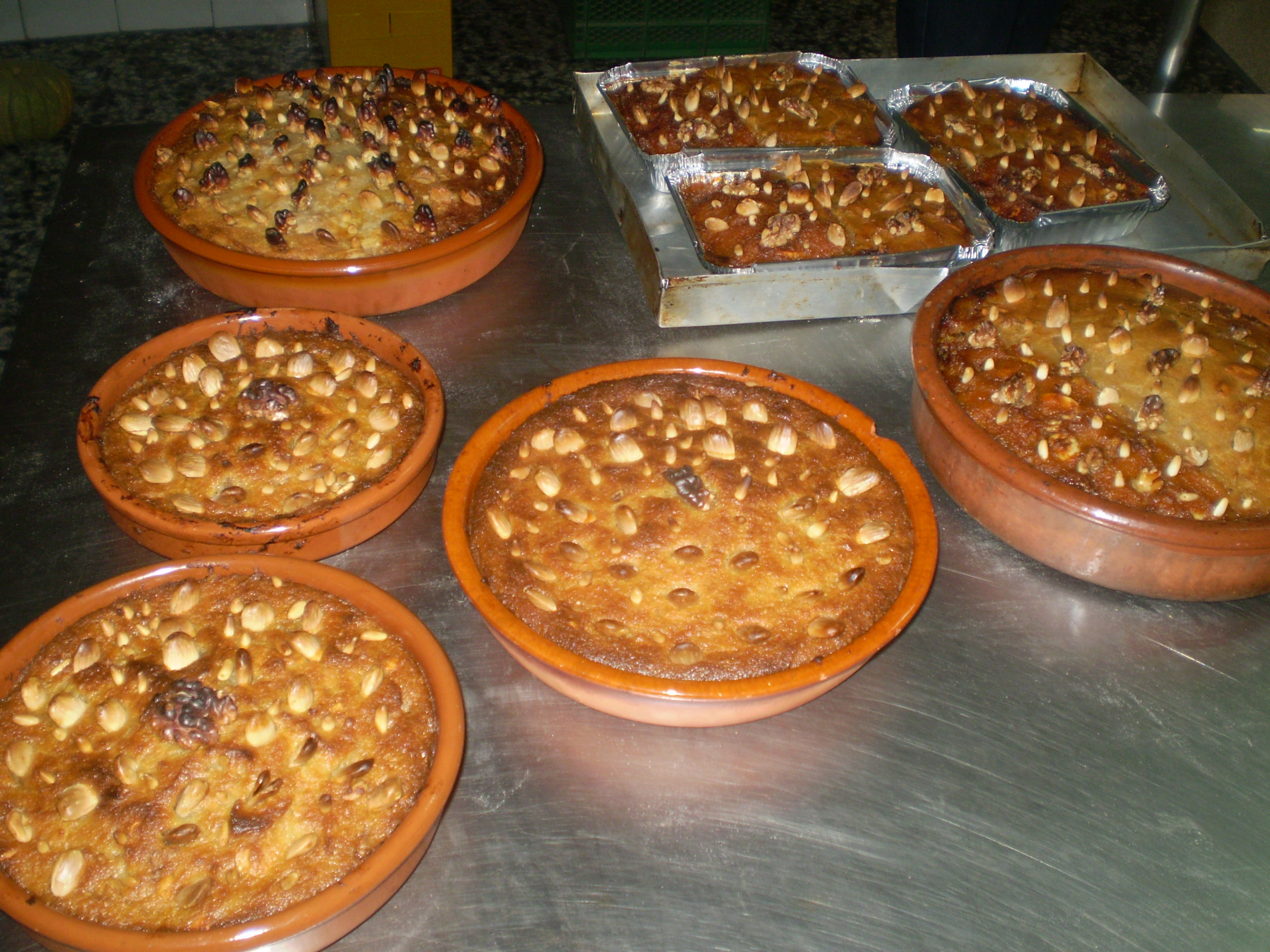
Arnadins, de la Puebla Larga.

Denominación de Origen de los vinos valencianos.

La gastronomía de la provincia de Valencia es el conjunto de platos y costumbres culinarias de la provincia de Valencia (España). Uno de los ingredientes más populares de su cocina es el arroz (en su variedad «arroz bomba»), una de sus preparaciones características es la paella valenciana, así como el arroz con alubias y nabos (arròs amb fesols i naps). Relacionado con su actividad agrícola están los productos de la huerta (principalmente naranja y arroz) y sus preparaciones culinarias fundamentadas en ellos. La Albufera proporciona los pescados más diversos, el interior carnes de calidad: cerdo, cordero, ternera. 
Es muy popular en la provincia el tubérculo denominado chufa con el que se elabora la horchata valenciana, que se extiende como refresco por todo el levante español, llegando a ser popular en culinarias del interior debido a la inmigración valenciana a otras provincias españolas (caso de Madrid). Algunos municipios de la provincia (en el interior) poseen una cocina influenciada de la cocina manchega que poseen platos en común. 

## Historia
La huerta valenciana nació en la época del Imperio romano, creando la ciudad de Valentia, como centro logístico y de hibernación para sus campañas de conquista sobre Iberia. Su abundancia y variedad de hortalizas sirvió desde entonces para su cometido de abastecimiento de tropas así como posteriormente en las campañas de los visigodos. Ya se cultivaban en época romana, cereales, viña, olivos, se añaden el arroz y la chufaDesam como más característicos de las zonas más húmedas, hortalizas nuevas en al-Ándalus como la berenjena y la alcachofa, etc. La agricultura de regadío se fue poco a poco estableciendo hasta la llegada del dominio musulmán (que se extendió entre los siglos VIII y XIII; hasta el siglo XI). Las acequias mayores estuvieron regidas desde la época musulmana por el tribunal de las aguas, aún vigente hoy, por el que se controlaba el uso y utilización de los caudales de riego. Esta convivencia con al-Ándalus por más de varios siglos dejó una cierta influencia en la cocina valenciana. Los árabes incorporan el azafrán en la cocina peninsular (véase: Historia del azafrán).
Ya durante el siglo XVI se tiene noticia del cultivo de arroz en Valencia por Francisco de Paula Martí que escribe un pequeño tratado que se acaba anejando a un estudio denominado Agricultura General de Gabriel Alonso de Herrera, este libro se publica en 1513, cuya versión reeditada por la Sociedad económica Matritense vuelve a salir en 1818.  En ella menciona el cultivo de arroz de regadío en Valencia, menciona su blanqueado y limpiado de su cascarilla (mediante garbilladores), sus usos. Francisco de Paula menciona en su pequeño folleto acerca del uso y consumo del arroz:

Los valencianos tienen la vanidad, a mi parecer bien fundada, de que nadie ha llegado á saberle condimentar mejor que ellos, ni de más diferentes modos, y es preciso confesarles la preferencia, pues con cualquier cosa que lo guisen sea de carne, de pescado o con legumbres solas, es sin duda un bocado sabroso, y tanto mejor cuanto más sustancia se le echa. Nada tiene de extraño que los valencianos hayan llegado en esta parte a un grado de perfección, desconocido en las demás provincias, por ser el alimento casi exclusivo con que se mantienen, particularmente la gente que no tiene grandes facultades, y han estudiado con este motivo los medios de 
El agua de Valencia fue elaborado, por primera vez, en el año 1959 por el pintor Constante Gil en el Café Madrid ubicado en la ciudad de Valencia.

El viajero inglés Richard Ford describe algunas costumbres culinarias de Valencia en el siglo XVIII. El invento de la fideuá fue en parte casual en parte picaresco. Juan Bautista Pascual (Puerto de Gandía (Valencia), 1915), conocido como "Zábalo", era cocinero de un barco de pesca, según él mismo ha relatado.[cita requerida] El patrón era muy aficionado al arroz y al resto de marineros casi nunca les llegaba su ración de paella, el plato que normalmente preparaba. Tratando de buscar una solución al problema, Juan Bautista pensó en cambiar el arroz por los fideos para ver si al patrón le resultaba menos apetitoso.

## Ingredientes
Muchos de los ingredentes de la cocina valenciana nacen de la productiva actividad agrícola, de la actividad cinegética y ganadería en el interior, y de las actividad pesquera en sus costas. En muchas ocasiones sus platos tienen el entorno de las barracas, vivienda de labriegos humildes. El ingrediente valenciano queda reflejado en el refrán: «Tierra de Dios, ayer trigo y hoy arroz».

### Arroz
Es en esta provincia el arroz (particularmente en la variedad «arroz bomba») un ingrediente muy popular. Su inclusión en los platos de la región da lugar y nombre genérico de arroces. Muchos de ellos son condimentados y coloreados con azafrán. Cada plato de arroz posee ingredientes propios de la geografía valenciana. Los arroces se clasifican en secos siendo el principal de ellos una preparación que se denomina arroz valenciano, o paella. Esta preparación de la paella es tradicionalmente familiar. En muchas ocasiones se valora el área quemada del arroz que se denomina socarrat. Entre los caldosos se encuentra el arroz con alubias y nabos (arròs amb fesols i naps).
Existen, no obstante, en la provincia otros arroces que pueden encontrar los más diversos ingredientes como son: el arroz a banda de un caldo elaborado con diversos pescados y mariscos, el arroz con rape, el arroz en chagáns y nanos con judías blancas nabo y cerdo, el arroz en oros y bastos que lleva lo mismo que el anterior pero con morcilla, el arroz marinero con cabeza de merluza y cigalas, l'arròs caldòs amb conill es un arroz con conejo, el l'arròs amb bledes que es un arroz con acelgas, la paella con habas, alcachofas y conejo (Paella amb faves, carxofes i conill), el arroz rossejat que es un arroz con cordero, el arroz a la alcireña típica preparación de arroz al horno del municipio de Alcira, el arroz de ayuno, el arroz negro que contiene la tinta del calamar, cazuela marinera (suquet de peix), el "hervido valenciano", la cazuela de arroz con tanda (cassola d'arrós amb tanda) típica de Játiva, la paella de hígado de buey (paella de fetge de bou) de Alboraya, el arrope que es dulce, el arroz de Comediana de Albalat.

### Fruta y verdura
Los productos de la huerta dan lugar a diversas preparaciones en forma de ensaladas. Los cereales son empleados en diversas preparaciones, el trigo es habitual en las olla de trigo (denominado también blat picat), con su haina se elabora pasta que se emplea en forma de fideo (en lugar de arroz) en una variante de la paella denominada fideuá (típica de Gandía), las harinas de los panes planos denominadas cocas. Las coles de bruselas a la brasa y rellenas de cacahuetes muy típicas de Benigánim. Entre las legumbres cabe destacar el bajoque. En algunos municipios, debido a la influencia de la cocina manchega se elaboran sus gazpachos con "pebrella" (Thymus piperella).
Entre la fruta se encuentra la naranja, típicas en Carcagente, de Cobera, el garrofón que se emplea en las paellas. Los melones de oro de Onteniente, la chufa valenciana (Cyperus esculentus) con la que se elabora la horchata, se suele denominar en algunos municipios como juncia avellanada.

### Carne y pescado
En el valle de Abaida es típico comer chuletas de cordero acompañadas con alioli, en Tabernes de Valldigna el all-i-pebre con anguila, en Bocairente se denomina rusbi a una forma de preprar asado la carne al horno. Entre las ollas se encuentra la olla valenciana de las tres abocás elaborada con fideos, arroz y alcachofas. Las matanza del cerdo en algunos municipios hace que se preparen diversos embutidos, algunas reguladas como es el caso del Consejo Regulador del Embutido Artesano y de Calidad de Requena. Algunas preparaciones como los figatells, que es una especie de albóndiga con hígado y riñón de cerdo, tomados normalmente como entrantes. Los sang i seva («sangre y cebolla»). Los "cocotes" (empanadillas de chorizo). El guisado de costillas de cerdo con alcachofa (guisat de costelles de porc amb carxofa), la olla churra elaborada a base de patata y costillas de cerdo,  los "fardeles" (figatells, en valenciano) que son . Entre la volatería se encuentran los patos salvajes de la Albufera, las pepitorias. 
Las anguilas de la Albufera se emplean en numerosas preparaciones de la provincia: uno de los ejemplos más comunes es el all-i-pebre, a l'ast que se preparan en asadas al fuego e insertadas en ramas de fresno. Otras variedades de la Abufera es el llisa, el dentol (dentón), el reig, corball, llobarro. El bacalao en salazón es popular, al igual que en otras regiones españolas, de esta forma se encuentran platos como: las albóndigas de bacalao preparadas para Viernes Santo. Es frecuente encontrar en algunas zonas los pescados en salazón. Entre las sopas se encuentra la escudella barrejada, las sopa de pescado, las farinetas (les farinetes), una sopa de ajos tiernos, etc. Los mojetes como el mojete de agua y el mojete arrastrao. Suelen emplearse como ingredientes diferentes tipos de caracoles como las "monchetas" (un tipo de caracoles de monte, de sabor más fino que se suelen encontrar de abril a septiembre). 
Entre los mariscos se encuentran los diferentes bivalvos, muy populares. Muchas de sus preparaciones denominadas 'a la valenciana'. Las almejas, los mejillones, las clochinas, las tellinas, etc Servidos a la plancha, acompañados de vinagretas, mahonesa, etc.

## Repostería
Con dulces típicos se celebran la mayoría de las fiestas de la provincia. Son muy populares las peladillas (afamadas las elaboradas en la población de Casinos), los mazapanes de la mocadorà, los pasteles de boniato,  Una de las costumbres valencianas es la de tomar la horchata de chufa junto con unos pastelillos denominados fartones. Sobresalen las tortas de maíz (coques de dacsa); éstas suelen acompañarse de diferentes rellenos, como el de tomate y huevo, el de capellán o anchoa, o el de espinacas. El cachap: dulce hojaldrado relleno de una crema especial típico de Paterna. En Játiva, se elabora el popular Arnadí, de la zona son populares también los postres destacan las almoixàvenes,  las "Monjàvines" (una masa dulce, cocinada al horno) de Onteniente, los moixentins de Mogente. La fogaseta, un tipo de galletas medianas de anís, la coca fina, la coca cristina, la coca boba, el turrón de panecillos, el turrón de gato, las rosquillas de calabaza y el helado "biscuit glacé". Los buñuelos de Fallas y los arropes como el arrop i tallaetes.

## Bebida
Son muy populares las bebidas refrescantes en los meses calurosos de verano, una de ellas es la bandera de la provincia: la horchata de chufa. No obstante en la capital Valencia es conocida el agua de Valencia. Consiste en una especie de combinado que incluye cava, zumo de naranja, vodka y ginebra. Por lo general se sirve en jarras de varias raciones y se bebe en copas anchas de cóctel. En Algemesí en el mes de septiembre, es popular el colpet, una bebida un poco más grande que un chupito, compuesta por vodka, granadina y tónica, que se toma realizando un ritual, el cual consiste en tapar el vaso y darle tres golpes contra la barra, para beberlo seguidamente de un trago.
En el terreno de las bebidas sin alcohol se encuentra también una forma peculiar de servir el café y que se denomina: café del tiempo. Se trata de un café con hielo al que se suele añadir una rodaja de limón. En algunos municipios se comercializaba por la calle agua de limón, de la misma forma en las horchaterías se puede encontrar agua de cebada. Algunos granizado como el Granizado-helado de tomillo, el timonet de la Serra Grossa.

### Vino
La zona vinícola con Denominación de origen vinos de Valencia (DO) constituida en 1957 y con sede en Valencia (España). Ya durante el siglo II a. C., el vino de Sagunto es mencionado en obras de Juvenal y Marcial. Este excelente caldo alcanzaría merecida fama durante la Edad Media aunque se tiene constancia del cultivo de la vid desde la época del Neolítico en el espacio que ahora ocupa la Comunidad Valenciana.
Excelentemente comunicada y con un puerto marítimo que mira al mediterráneo, Valencia ha exportado su vino desde antiguo, de hecho buena parte de la producción de esta D.O. se destina al mercado exterior, esto hace que sus vinos tinto, blanco, rosado, brisado, rancio, dulce, espumoso de licor y espumoso aromático no sean aún muy conocidos en el resto de España. El área de cultivo se divide en cuatro subzonas:
- Valentin situada al noroeste, y la de mayor extensión. Dado que el del terreno de cultivo va asciendo desde la costa hacía el interior, podemos, a su vez, distinguir tres áreas situadas a distintas altitudes: Cheste y Marquesado a 180 metros sobre el nivel del mar, Campos de Liria, a 280 metros de altitud y Serranía, a 550 metros.
- Alto Turia al oeste de Valentin y a 625 metros de altitud sobre el nivel del mar.
- Moscatel, que parte de límites occidentales de la ciudad, al nivel del mar, hacia el interior alcanzando una altitud de 100 metros
- Clariano aislada de las otras zonas de cultivo y que limita al norte con Valencia capital y al sur con Játiva y Gandía.